# Calpenia khasiana
Calpenia khasiana là một loài bướm đêm thuộc phân họ Arctiinae, họ Erebidae.